# Rajd Nowej Zelandii 1979
Rajd Nowej Zelandii 1979 (10. Motogard Rally of New Zealand) – 10. Rajd Nowej Zelandii rozgrywany w Nowej Zelandii w dniach 14–18 lipca. Była to szósta runda Rajdowych Mistrzostw Świata w roku 1979. Rajd został rozegrany na nawierzchni szutrowej i asfaltowej. Bazą rajdu było miasto Auckland.

## Zwycięzcy odcinków specjalnych[1]
| Dzień      | OS | Godzina | Nazwa             | Długość          | Zwycięzca                 | Czas             | Śred. pręd.      | Lider rajdu      |
| ---------- | -- | ------- | ----------------- | ---------------- | ------------------------- | ---------------- | ---------------- | ---------------- |
| 1 (15 lip) | 1  |         | Western Springs   |                  | Pentti Airikkala          | 1:48             |                  | Pentti Airikkala |
| 1 (15 lip) | 2  |         | Twilight Road     |                  | Pentti Airikkala          | 2:10             |                  | Pentti Airikkala |
| 1 (15 lip) | 3  |         | Creightons Road   |                  | Hannu Mikkola             | 6:14             |                  | Hannu Mikkola    |
| 1 (15 lip) | 4  |         | Pukekohe 1        |                  | Blair Robson              | 2:48             |                  | Hannu Mikkola    |
| 1 (15 lip) | 5  |         | Monument Road     |                  | Hannu Mikkola             | 6:04             |                  | Hannu Mikkola    |
| 1 (15 lip) | 6  |         | Whangapou Forest  |                  | Hannu Mikkola             | 10:43            |                  | Hannu Mikkola    |
| 1 (15 lip) | 7  |         | Odcinek odwołany  | Odcinek odwołany | Odcinek odwołany          | Odcinek odwołany | Odcinek odwołany | Hannu Mikkola    |
| 1 (15 lip) | 8  |         | Tairua Forest 1   |                  | Hannu Mikkola             | 7:54             |                  | Hannu Mikkola    |
| 1 (15 lip) | 9  |         | Tairua Forest 2   |                  | Hannu Mikkola             | 11:53            |                  | Hannu Mikkola    |
| 1 (15 lip) | 10 |         | Pukewera Road     |                  | Hannu Mikkola             | 3:24             |                  | Hannu Mikkola    |
| 1 (15 lip) | 11 |         | Trig South Road   |                  | Ari Vatanen               | 3:25             |                  | Hannu Mikkola    |
| 1 (15 lip) | 12 |         | Athenree Forest   |                  | Ari Vatanen               | 4:37             |                  | Hannu Mikkola    |
| 1 (15 lip) | 13 |         | Busby Road        |                  | Hannu Mikkola             | 2:24             |                  | Hannu Mikkola    |
| 1 (15 lip) | 14 |         | North Road        |                  | Hannu Mikkola             | 9:52             |                  | Hannu Mikkola    |
| 1 (15 lip) | 15 |         | Crawford Road     |                  | Hannu Mikkola             | 5:34             |                  | Hannu Mikkola    |
|            |    |         |                   |                  |                           |                  |                  | Hannu Mikkola    |
| 2 (16 lip) | 16 |         | Bay Park          |                  | Andy Dawson Paul Adams    | 3:15             |                  | Hannu Mikkola    |
| 2 (16 lip) | 17 |         | Ohauiti Road      |                  | Hannu Mikkola             | 23:13            |                  | Hannu Mikkola    |
| 2 (16 lip) | 18 |         | Waimangu Road     |                  | Pentti Airikkala          | 2:56             |                  | Hannu Mikkola    |
| 2 (16 lip) | 19 |         | Fletcher Forest   |                  | Hannu Mikkola             | 24:51            |                  | Hannu Mikkola    |
| 2 (16 lip) | 20 |         | Taupo Forest 1    |                  | Hannu Mikkola             | 15:42            |                  | Hannu Mikkola    |
| 2 (16 lip) | 21 |         | Taupo Forest 2    |                  | Hannu Mikkola             | 23:51            |                  | Hannu Mikkola    |
| 2 (16 lip) | 22 |         | Hikumutu Road     |                  | Hannu Mikkola             | 17:40            |                  | Hannu Mikkola    |
| 2 (16 lip) | 23 |         | Okahukura Road    |                  | Hannu Mikkola Ari Vatanen | 8:51             |                  | Hannu Mikkola    |
| 2 (16 lip) | 24 |         | Opotiki Road      |                  | Hannu Mikkola             | 31:55            |                  | Hannu Mikkola    |
| 2 (16 lip) | 25 |         | Junction Road     |                  | Hannu Mikkola             | 13:34            |                  | Hannu Mikkola    |
| 2 (16 lip) | 26 |         | Makuri Road       |                  | Hannu Mikkola             | 15:11            |                  | Hannu Mikkola    |
| 2 (16 lip) | 27 |         | Albert Road       |                  | Hannu Mikkola             | 7:48             |                  | Hannu Mikkola    |
|            |    |         |                   |                  |                           |                  |                  | Hannu Mikkola    |
| 2 (17 lip) | 28 |         | Dover Road        |                  | Ari Vatanen               | 15:38            |                  | Hannu Mikkola    |
| 2 (17 lip) | 29 |         | Kaimata Road      |                  | Ari Vatanen               | 7:16             |                  | Hannu Mikkola    |
| 2 (17 lip) | 30 |         | Otarada Road      |                  | Paul Adams                | 9:22             |                  | Hannu Mikkola    |
| 2 (17 lip) | 31 |         | Mangatoa Road     |                  | Hannu Mikkola             | 37:02            |                  | Hannu Mikkola    |
| 2 (17 lip) | 32 |         | Totoro Road       |                  | Ari Vatanen               | 10:09            |                  | Hannu Mikkola    |
| 2 (17 lip) | 33 |         | Walker Road       |                  | Hannu Mikkola             | 14:12            |                  | Hannu Mikkola    |
| 2 (17 lip) | 34 |         | Hoddle Road       |                  | Hannu Mikkola             | 17:55            |                  | Hannu Mikkola    |
| 2 (17 lip) | 35 |         | Honikiwi Road     |                  | Ari Vatanen               | 26:38            |                  | Hannu Mikkola    |
| 2 (17 lip) | 36 |         | Pirongia W. Road  |                  | Hannu Mikkola             | 25:13            |                  | Hannu Mikkola    |
| 2 (17 lip) | 37 |         | Old Mountain Road |                  | Paul Adams                | 8:15             |                  | Hannu Mikkola    |
| 2 (17 lip) | 38 |         | Waikareti Road    |                  | Paul Adams                | 22:45            |                  | Hannu Mikkola    |
| 2 (17 lip) | 39 |         | Spring Hill Road  |                  | Paul Adams                | 5:27             |                  | Hannu Mikkola    |
| 2 (17 lip) | 40 |         | Albert Road       |                  | Andy Dawson Paul Adams    | 1:31             |                  | Hannu Mikkola    |
| 2 (17 lip) | 41 |         | Odcinek odwołany  | Odcinek odwołany | Odcinek odwołany          | Odcinek odwołany | Odcinek odwołany | Hannu Mikkola    |
| 2 (17 lip) | 42 |         | Pukekohe 2        |                  | Paul Adams                | 3:57             |                  | Hannu Mikkola    |

- Noot: Czas rozpoczęcia i długość odcinków specjalnych są nieznane.

## Wyniki końcowe rajdu[2]
| Msc. | Kierowca        | Pilot          | Samochód                  | Czas      | Strata     | Grupa |
| ---- | --------------- | -------------- | ------------------------- | --------- | ---------- | ----- |
| 1    | Hannu Mikkola   | Arne Hertz     | Ford Escort RS1800        | 8:05.46,8 | 0.0        | 4     |
| 2.   | Blair Robson    | Chris Porter   | Ford Escort RS1800        | 8:27.03,0 | +21.16,2   | 4     |
| 3.   | Ari Vatanen     | David Richards | Ford Escort RS1800        | 8:29.40,8 | +23.54,0   | 4     |
| 4.   | Paul Adams      | Mike Franchi   | Ford Escort RS1800        | 8:29.54,0 | +24.07,2   | 4     |
| 5.   | Shane Murland   | Peter Parnell  | Vauxhall Chevette 2300 HS | 9:04.23,4 | +58.36,6   | 4     |
| 6.   | David Parkes    | Stuart Green   | Ford Escort 1.6           | 9:09.34,2 | +1:03.47,4 | 2     |
| 7.   | Brian Green     | Robert Orr     | Ford Escort RS            | 9:12.36,6 | +1:06.49,8 | 4     |
| 8.   | Roger Goss      | Colin Green    | Mazda RX-3                | 9:26.15,0 | +1:20.28,2 | 2     |
| 9.   | Malcolm Stewart | Doug Parkhill  | Ford Escort Mexico        | 9:27.21,0 | +1:21.34,2 | 2     |
| 10.  | Bob Robb        | Malcolm Gavin  | Datsun Violet 710         | 9:37.33,0 | +1:31.46,2 | 2     |

## Wyniki po 6 rundach
Wyniki podają tylko pięć pierwszych miejsc.

### Klasyfikacja producentów
| Lp | Producent | Pkt. |
| -- | --------- | ---- |
| 1  | Ford      | 86   |
| 2  | Datsun    | 63   |
| 3  | Fiat      | 41   |
| 4  | Renault   | 24   |
| 4  | Vauxhall  | 24   |

### Klasyfikacja kierowców
| Lp | Producent        | Pkt. |
| -- | ---------------- | ---- |
| 1  | Björn Waldegård  | 71   |
| 1  | Hannu Mikkola    | 71   |
| 3  | Markku Alén      | 34   |
| 4  | Bernard Darniche | 20   |
| 4  | Stig Blomqvist   | 20   |
| 4  | Shekhar Mehta    | 20   |